# EcoDiptera
EcoDiptera es un proyecto cofinanciado por el Programa LIFE (‘vida’ en inglés), instrumento de la Unión Europea (UE) para fomentar proyectos de conservación medioambientales y el desarrollo de la política y legislación comunitaria asociada.

## Finalidad del proyecto
El propósito fundamental de EcoDiptera es contribuir a la reducción del impacto ambiental de las explotaciones ganaderas, mediante la biodegradación y posterior valorización de los purines generados en granjas. En el caso particular del ganado porcino, el sector está afectado de manera grave por la problemática asociada a la acumulación descontrolada de purines. De hecho en Europa y otras partes del mundo, el gran volumen de estos efluentes derivados de la producción ganadera intensiva y su uso continuado como fertilizante, son responsables de diversas consecuencias adversas tanto sobre la salud humana, como sobre el medio ambiente, influyendo negativamente en la sostenibilidad de la producción.

## Antecedentes
En 1998 se inició, en la provincia de Valencia, un análisis de los sistemas de eliminación de residuos en las explotaciones porcinas denominado: Plan Estratégico para la gestión y tratamiento de purines. Posteriormente, se evaluó el potencial impacto ambiental de estas prácticas. Para obtener esta información, el área de Medio Ambiente de la Diputación Provincial de Valencia financió diversos estudios en explotaciones ganaderas de la provincia y en particular en la comarca de Los Serranos. Entre los resultados obtenidos destaca el efecto contaminante de los purines en las aguas subterráneas. Ante esta situación, la Diputación de Valencia, coordina la formación de un consorcio internacional, que trabaja durante 3 años (2006-2008) en el proyecto de EcoDiptera. La idea es reducir el impacto medioambiental de los purines procedentes de las explotaciones ganaderas de porcino, realizando una innovadora gestión sostenible basada en su bio-transformación mediante larvas de insectos dípteros.

## Objetivos del proyecto EcoDiptera
El objetivo general de EcoDiptera es disminuir el impacto medioambiental de los purines procedentes de las explotaciones ganaderas de porcino, realizando una gestión sostenible de los mismos. En la mayoría de los casos, los purines porcinos se utilizan en agricultura como abono, sin embargo, el elevado volumen generado los convierte realmente en contaminantes. Así, los vertidos incontrolados son causa de contaminación de acuíferos por lixiviación debido a su elevado contenido en nitrógeno.
El proyecto tiene a su vez los siguientes objetivos específicos:
- Introducir un nuevo método de gestión de residuos ganaderos, basado en la digestión larvaria realizada por varios tipos de insectos dípteros. Este sistema permitiría cerrar un ciclo natural de reciclaje reduciendo al mínimo el impacto sobre el medio ambiente.
- Valorizar el proceso de biodegradación de purines, mediante su transformación en un abono de excelente calidad y un elevado volumen de biomasa larvaria con diferentes aplicaciones.
- Desarrollar una campaña de difusión para mejorar la sensibilización y concienciación social de la problemática asociada a la producción de residuos ganaderos.
- Realizar una aportación a la legislación medioambiental, a la política regional y aplicar la política comunitaria de medioambiente (Directiva 91/676/CEE y RD 261/96) mediante la elaboración de una ordenanza de protección del medioambiente que regule el vertido de efluentes ganaderos.

## Líneas de trabajo y actuaciones
Comprende las siguientes actuaciones:
- Estudio de las especies de dípteros implicadas en el proyecto, identificación de las presentes en la comarca objeto del proyecto, caracterización de su potencial degradador y desarrollo del ciclo biológico en laboratorio.
- Prueba semi-industrial: Adaptación de la tecnología existente de la degradación de purines de pollo a los purines de cerdo. Selección y utilización de los dípteros más efectivos a escala semi-industrial.
- Establecimiento de una planta piloto de biodegradación de purines de cerdo a escala industrial en España (Valencia) y Eslovaquia.
- Estudio y aplicación de los restos biodegradados como compost de calidad.
- Caracterización genética de las especies de dípteros implicadas en la biodegradación de purines.
- Demostración de los posibles usos de las pupas de dípteros, que por su alto contenido proteico y poder polinizador del insecto adulto pueden ser utilizados para alimentación animal o en la horticultura de la zona.
- Participación en distintos foros y congresos de ganaderos y universidades con objeto de transferir los resultados obtenidos a nivel local, nacional e internacional.

## Resultados del proyecto
El proyecto consiste básicamente en el tratamiento de los residuos con diferentes especies de insectos que los digerirán, transformándolos en detritos perfectamente utilizables como abono orgánico. Este compost producido se destinará para el abonado de parques, jardines y zonas verdes de varios municipios de la zona.

## Socios del proyecto
El coordinador del proyecto es la Diputación de Valencia a través de su servicio de medioambiente, y está formado por un fuerte consorcio:
- Universidad de Alicante, a través del grupo de investigación «Bionomía, Sistemática e Investigación aplicada en insectos», especialista en el estudio pluridisciplinar del ciclo de vida de dípteros.
- Finnish Museum of Natural History, integrante de la Universidad de Helsinki responsable de la caracterización genética de las especies o variedades de dípteros implicadas en el proceso.
- Institute of Zoology, integrado en la Slovak Academy of Sciences y con amplia experiencia en la cría masiva de dípteros y en biodegradación de purines avícolas.
- Fundación Comunidad Valenciana - Región Europea. Entidad sin ánimo de lucro especializada en la promoción de intereses multisectoriales de la Comunidad Valenciana ante las instituciones comunitarias en Bruselas.
- Ambienta, empresa valenciana especializada en la gestión de proyectos europeos.
- Red de Municipios Valencianos hacia la Sostenibilidad con amplia experiencia en el asesoramiento municipal en la aplicación de las Agendas 21 locales.